# Karl Orbig
Karl Wilhelm Orbig (* 19. März 1845 in Gießen; † 17. Oktober 1928 ebenda) war ein hessischer Schreiner und Gastwirt und Politiker (SPD Hessen) und Abgeordneter der 2. Kammer der Landstände des Großherzogtums Hessen.
Karl Orbig war der Sohn der Elisabethe Orbig. Orbig, der evangelischen Glaubens war, heiratete Johanna geborene Rupp.
Er war bis Mitte der 1880er Jahre selbständiger Schreinermeister in Gießen und dann bis 1926 Gastwirt ("Zum Ritter") in Gießen.
Er war seit den 1890er Jahren Mitglied des SP-Landesvorstands Hessen, 1893–1918 Stadtverordneter in Gießen und bis 1907 Vorsitzender des Aufsichtsrats des Konsumvereins. Von 1893 bis 1894 gehörte er der Zweiten Kammer der Landstände an. Er wurde für den Wahlbezirk Oberhessen 5/Wieseck gewählt.